# Plataforma de despegue

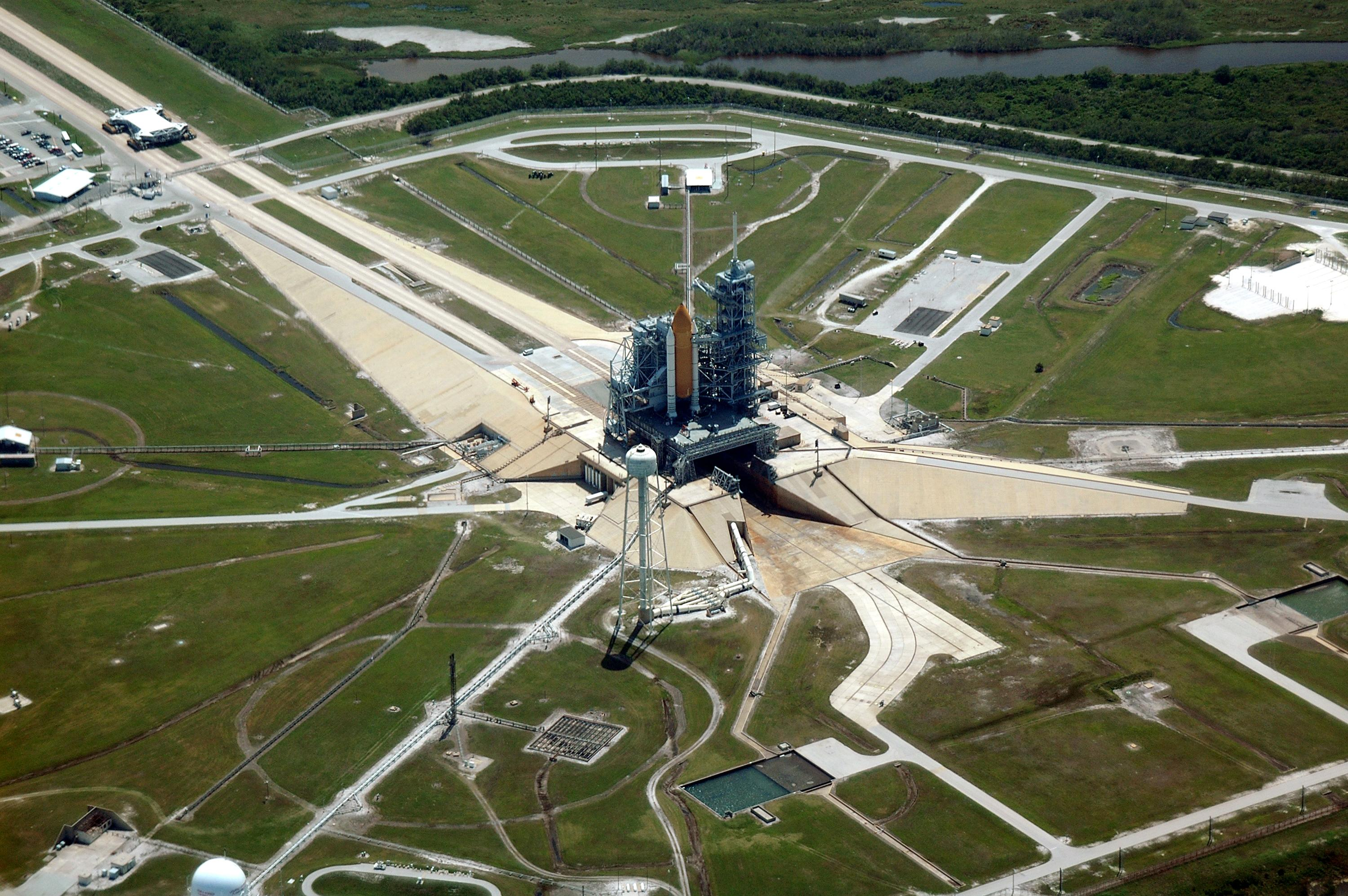
Complejo de lanzamiento 39 del Centro espacial John F. Kennedy.

Una plataforma de despegue son las instalaciones y el área donde despegan los cohetes y las naves espaciales. Una base espacial (o lugar de despegue de cohetes) puede contener una o varias plataformas. Una plataforma de despegue típica consiste en estructuras de servicio y líneas de abastecimiento. La estructura de servicio proporciona una plataforma de acceso para inspeccionar el lanzador antes del lanzamiento. La mayoría de las estructuras de servicio se pueden desplazar o rotar hasta una distancia segura. Las líneas de abastecimiento suministran combustible, gas, energía y enlaces de comunicación al lanzador. Ésta se sitúa sobre la plataforma de despegue, la cual tiene una estructura reflectora que repele las llamas para que el cohete resista el intenso calor y la carga generada por los motores durante el despegue.
La mayoría de lanzadores criogénicos necesitan ser rápidamente rellenados al acercarse la fecha del lanzamiento. Esto es especialmente necesario ya que varios depósitos están situados en el despegue y luego se retiran cuando el personal de apoyo corrige los problemas o verifica que no son graves. Sin la habilidad de rellenar los depósitos el lanzamiento tendría que ser anulado cuando los problemas retrasaran la cuenta atrás. Frecuentemente se diseñan y construyen grúas pórtico en las plataformas de despegue para conseguir ese tipo de servicios tanto durante el lanzamiento como en los períodos que lo preceden.
La mayoría de cohetes necesitan un soporte estable durante unos pocos segundos después de la ignición mientras los motores se encienden y se estabilizan a pleno empuje. Normalmente esta estabilidad se consigue mediante el uso de pernos explosivos que conectan el lanzador a la plataforma. Cuando el vehículo es estable y está listo para volar explotan los pernos, dejando los vínculos que lo conectan a la plataforma en tierra.